# Spergularia australis
Spergularia australis là loài thực vật có hoa thuộc họ Cẩm chướng. Loài này được (Samp.) Ratter miêu tả khoa học đầu tiên năm 1992.